# Microsoft Casual Games
Microsoft Casual Games es una desarrolladora de videojuegos perteneciente a Microsoft Studios con sede en Redmond, Washington, Estados Unidos. La pequeña desarrolladora tiene el propósito de añadir nuevas características y funciones a los juegos clásicos del sistema operativo Windows a las que se puede acceder en los nuevos sistemas. Los juegos están disponibles ya sea en forma individuales o de series, principalmente en los sistemas operativos Windows 8, Windows 8.1, Windows 10 y Windows Phone.

## Historia
Originalmente, Microsoft comenzó desarrollar juegos con Windows 3.0 con el juego de cartas "Solitaire" como un adjunto estándar, y comenzó con otros juegos como Minesweeper y Freecell. Se ha proporcionado como uno de los accesorios del sistema operativo en los últimos años. Después de la fundación de la división de producción de software de juegos de Microsoft como "Microsoft Game Studios" en 2001, Microsoft decidió fundar la desarrolladora Microsoft Casual Games como una filial interna de su nueva división.
El estudio empezaría a desarrollar otros tipos de juegos como InkBall, Chess Titans, Tinker, Purble Place entre otros a partir del lanzamiento del sistema operativo Windows Vista en 30 de enero de 2007. 
Más tarde en agosto de 2012 comenzó a usarse como un nombre de serie después de que se lanzara Windows 8. Como un archivo adjunto al sistema en la cual permite a los usuarios quienes posen el sistema descargar los juegos mediante la tienda digital Microsoft Store. A partir de ahí el estudio empezaría a desarrollar nuevamente los juegos casuales de Microsoft añadiendo nuevas funciones y modificarlo visualmente. Solitaire recibiría nuevos modos de juegos como Klondike, Pyramid y TriPeaks, además el sistema operativo Windows 8 también recibiría otros nuevos juegos publicados como Jigsaw, Sudoku, la colección Ultimate Word Games y Treasure Hunt.
A partir de 2018, los juegos se suministran principalmente para sistemas operativos / hardware internos como Windows 8.1 y Windows 10, Windows Phone, Xbox One, pero algunos programas como Microsoft Solitaire Collection también están disponibles para Android y iOS.
Es una de las funciones de venta que la función comunitaria está completa, especialmente cuando participas en "INNER CIRCLE", puedes jugar el juego de la versión beta antes del lanzamiento público y puedes emitir una opinión sobre el ajuste del saldo del juego. .

## Juegos desarrollados
Los siguientes juegos desarrollados por el equipo son:
| Videojuego           | Año  | Plataforma                                      |
| -------------------- | ---- | ----------------------------------------------- |
| Bingo                | 2014 | Microsoft Windows, Windows Phone.               |
| Jackpot              | 2013 | Microsoft Windows, Windows Phone.               |
| Jigsaw               | 2013 | Microsoft Windows, Windows Phone.               |
| Mahjong              | 2013 | Microsoft Windows, Windows Phone.               |
| Minesweeper          | 2013 | Microsoft Windows, Windows Phone.               |
| Solitaire Collection | 2013 | Microsoft Windows, Windows Phone, Android, iOS. |
| Sudoku               | 2013 | Microsoft Windows, Windows Phone.               |
| Treasure Hunt        | 2014 | Microsoft Windows, Windows Phone.               |
| Ultimate Word Games  | 2017 | Microsoft Windows, Windows Phone, Android, iOS. |